# 마천동 (서울)
마천동(馬川洞)은 서울특별시 송파구의 법정동이다.

## 개요
마천동은 병자호란때 용마(龍馬)가 나와서 임경업 장군이 타고 출전하였다고 전하는 마산(馬山)의 이름을 따서 ‘마천동’이라 한 것이다. 조선시대 이후 경기도 광주군 중대면에 속하여 있었다. 그 뒤 일제강점기인 1914년 경기도내 명칭과 구역을 새로 정할 때, 이 지역에 있던 자연부락 ‘돌무더기’, ‘가운뎃말’ 등을 병합하여 마천리라 하였다. 그 후 1963년 1월 1일 서울특별시의 대대적인 구역확장이 이루어질 때, 이 지역은 서울특별시 성동구에 편입되어 마천동이 되었다. 이후 1975년 10월 1일 강남구가 신설됨으로써 이에 속하게 되었고, 곧 이어 1979년 10월 1일 강동구에 속하였고 1988년 1월 1일 송파구가 분리 신설됨으로써, 이에 속하여 오늘에 이른다.

## 법정동
- 마천동

## 교육
- 서울마천초등학교
- 서울남천초등학교

## 교통
- ● 수도권 전철 5호선
  - 마천역

## 같이 보기
- 남한산
- 대한민국의 행정 구역